# Арабия (римска провинция)
Вижте пояснителната страница за други значения на Арабия.
Камениста Арабия (на латински: Arabia Petraea) или просто Арабия, е гранична провинция на Римската империя, която влиза в състава ѝ през втори век при император Траян. Състои се от предишното царство Набатея, включва територията на съвременна Йордания, южните части на съвременна Сирия, териториите на полуостров Синай и северозападната част на Саудитска Арабия. Административен център е град Петра. Граничи на север със Сирия, на запад с Юдея и Египет.
- Амфитеатърът в Босра
- Хазната в Петра
- Разрушения от римски войски в Йемен